# Писсури
Писсу́ри (греч. Πισσούρι) — посёлок на южном берегу Кипра, входит в административный район Лимасол. Население 1033 человека (2001); около половины из них — киприоты, остальные — граждане других стран, преимущественно британцы.
Традиционно население занималось растениеводством, в последнее время основная хозяйственная деятельность связана со строительством.

## История
Писсури существует со времён византийской эпохи.
В средние века это был небольшой порт, основным товаром которого было рожковое дерево. Сохранились только каменные склады рожкового дерева, которые были перестроены в рестораны и жилые дома. Согласно Флорио Бустрону, между 1383 и 1385 годами деревня была вотчиной Иоланды де Лузиньян. Между 1464 и 1468 годами он принадлежал Сор де Навесу.